# Another Day (Lene Marlin-album)
Another Day er det andet studiealbum fra den norske musiker Lene Marlin. Det blev udgivet den 24. september 2003. Albummet debuterede som nummer 1 på den norske albumhitliste og var på listen i 14 uger.

## Spor
1. "Another Day" – 4:07
2. "Faces" – 3:34
3. "You Weren't There" – 3:32
4. "From This Day" – 4:38
5. "Sorry" – 3:51
6. "My Love" – 4:30
7. "Whatever It Takes" – 3:45
8. "Fight Against the Hours" – 6:23
9. "Disguise" – 3:50
10. "Story" – 5:32
11. "Enough" (Japan Bonus Track) – 3:51

## Hitlisteplaceringer
| Hitliste               | Højeste placering |
| ---------------------- | ----------------- |
| Danish Albums Chart    | 24                |
| French Albums Chart    | 38                |
| German Albums Chart    | 59                |
| Italian Albums Chart   | 3                 |
| Norwegian Albums Chart | 1                 |
| Swedish Albums Chart   | 26                |
| Swiss Albums Chart     | 32                |